# Šimon ze Seony
Filip Filipović řeholním jménem Šimon ze Seony, OFM (30. září 1732, Seona – 9. května 1802, Ripatransone) byl bosenský římskokatolický kněz a člen Řádu menších bratří. Katolická církev jej uctívá jako Služebníka Božího.

## Život
Narodil se 30. září 1732 v Seoně jako syn Lovreho a Petry roz. Babaić. Ve stejný den byl také pokřtěn, otcem Grgem Glumčićem. Biřmování přijal 20. července 1742 od biskupa Pavaa Dragičeviće.
Roku 1750 odešel do Kraljeva Sutjeska kde vstoupil do Řádu menších bratří a přijal jméno Šimon. Po roce složil své první sliby a odešel studovat do Vukovaru. Dne 22. října 1758 byl arcibiskupem Mihovilem Sumou vysvěcen na kněze a byl poslán do Itálie studovat morální a dogmatickou teologii. Roku 1763 se vrátil domů a byl pověřen kaplanem v Župě Bijela. Po pěti letech se stal farním knězem v Roško Polje. Poté byl rok ve Vareši a v Kraljeva Sutjeska. Roku 1774 se stal kaplanem v Tuzle a za rok byl jmenován farním knězem v Podvučjaku kde zůstal čtyři roky. Vrátil se do Kraljeva Sutjeska kde působil jako klášterní vikář.
Roku 1782 doprovázen svým provinciálem Augustinem Botoša-Okićem odešel do Ripatransone. Po čtyřech pokusech se stal řádným členem provincie Ascoli Piceno.
Zemřel 9. května 1802 v Ripatransone. Po jeho smrti byl otevřen jeho proces svatořečení. Dnes probíhá v diecézi San Benedetto del Tronto-Ripatransone-Montalto. Od té doby mu náleží titul Služebník Boží.